# Tacet
Tacet（タセット、タチェット）は「声や音を出さない」という意味のラテン語。楽器や声を出さないことを示す音楽用語である。ふつう、多声の合唱やオーケストラのスコアで、長い休みを指示する。典型的には楽章全体である。ジャズのような現代の音楽では、かなり短いブレークを指示する傾向がある。

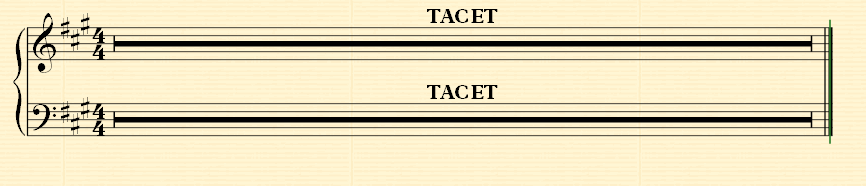
tacetの楽譜上の表記

初期の交響曲では、ある楽章から金管楽器や打楽器を除外するのに一般的に使われ、記された楽章を最後まで休むように演奏者に指示を与える。ゆっくりとした第2楽章で特に用いられる。伴奏音楽でも、曲全体のある部分を演奏しないよう指示するのに、一般的に用いられる。
1952年のジョン・ケージの作品「4分33秒」には独特の用法が見られる。3つの楽章すべてにおいて、すべての楽器にtacetが指定されている。この曲は、ひとつの音符も演奏されずに4分33秒間続く。